# Mémorial Van Damme 1997
Le Mémorial Van Damme 1997 est un meeting d'athlétisme qui a eu lieu le 22 août 1997 au Stade Roi Baudouin à Bruxelles. Ce meeting fait partie des rencontres de la Golden League. Il s'agissait de la 21e édition du Mémorial Van Damme.
Lors de cette édition, deux records du monde masculin ont été battus. Le 5 000 m par le kenyan Daniel Komen en 12 min 39 s 74, ainsi que le 10 000 m par un autre kényan, Paul Tergat, en 26 min 27 s 85.

## Résultats

### Abréviations
Les abréviations suivantes sont utilisées dans les tableaux ci-dessous :
| - AR = Area Record - EL = European leading - MR = Meeting Record - NR = National Record | - PB = Personal Best - SB = Seasonal Best - WL = World Leading - WR = World Record |

### Hommes

#### 100 m
| Rang | Athlète                 | Pays       | Temps   |
| ---- | ----------------------- | ---------- | ------- |
| 1    | Frank Fredericks        | Namibie    | 9 s 90  |
| 2    | Maurice Greene          | États-Unis | 9 s 92  |
| 3    | Tim Montgomery          | États-Unis | 9 s 94  |
| 4    | Dennis Mitchell         | États-Unis | 10 s 12 |
| 5    | Kareem Streete-Thompson | États-Unis | 10 s 16 |
| 6    | Leroy Burrell           | États-Unis | 10 s 18 |
| 7    | Eric Nkansah            | Ghana      | 10 s 27 |
| 8    | Nobuharu Asahara        | Japon      | 10 s 29 |
| 9    | Davidson Ezinwa         | Nigeria    | 10 s 62 |

#### 200 m
| Rang | Athlète          | Pays              | Temps      |
| ---- | ---------------- | ----------------- | ---------- |
| 1    | Jon Drummond     | États-Unis        | 20 s 03 PB |
| 2    | Ato Boldon       | Trinité-et-Tobago | 20 s 04    |
| 3    | Troy Douglas     | Bermudes          | 20 s 30 NR |
| 4    | Obadele Thompson | Barbade           | 20 s 31    |
| 5    | Deji Aliu        | Nigeria           | 20 s 47    |
| 6    | Patrick Stevens  | Belgique          | 20 s 49    |
| 7    | Kevin Little     | États-Unis        | 20 s 53    |
| 8    | Iván García      | Cuba              | 20 s 61    |
| 9    | André Domingos   | Brésil            | 20 s 76    |

#### 800 m
| Rang | Athlète              | Pays     | Temps            |
| ---- | -------------------- | -------- | ---------------- |
| 1    | Wilson Kipketer      | Danemark | 1 min 42 s 20    |
| 2    | Patrick Konchellah   | Kenya    | 1 min 43 s 50    |
| 3    | Arthémon Hatungimana | Burundi  | 1 min 43 s 71 SB |
| 4    | Marko Koers          | Pays-Bas | 1 min 44 s 01 PB |
| 5    | Nathan Kahan         | Belgique | 1 min 44 s 87 PB |
| 6    | David Kiptoo         | Kenya    | 1 min 44 s 98    |
| 7    | Patrick Ndururi      | Kenya    | 1 min 45 s 20    |
| 8    | Vincent Malakwen     | Kenya    | 1 min 45 s 81    |
| 9    | Fermín Cacho         | Espagne  | 1 min 43 s 71    |

#### 1 500 m
| Rang | Athlète            | Pays        | Temps            |
| ---- | ------------------ | ----------- | ---------------- |
| 1    | Hicham El Guerrouj | Maroc       | 3 min 28 s 92    |
| 2    | Vénuste Nyongabo   | Burundi     | 3 min 29 s 18 NR |
| 3    | Laban Rotich       | Kenya       | 3 min 30 s 37 SB |
| 4    | Juhn Kibowen       | Kenya       | 3 min 31 s 15    |
| 5    | William Tanui      | Kenya       | 3 min 31 s 44    |
| 6    | Steve Holman       | États-Unis  | 3 min 31 s 52 PB |
| 7    | Ali Hakimi         | Tunisie     | 3 min 31 s 70 NR |
| 8    | John Mayock        | Royaume-Uni | 3 min 31 s 86 PB |
| 9    | Nadir Bosch        | France      | 3 min 32 s 41 SB |

#### 3 000 m
| Rang | Athlète            | Pays       | Temps            |
| ---- | ------------------ | ---------- | ---------------- |
| 1    | Haile Gebrselassie | Éthiopie   | 7 min 26 s 02 WL |
| 2    | Paul Bitok         | Kenya      | 7 min 34 s 47    |
| 3    | Khalid Boulami     | Maroc      | 7 min 34 s 49    |
| 4    | Bob Kennedy        | États-Unis | 7 min 36 s 28    |
| 5    | Bernard Barmasai   | Kenya      | 7 min 36 s 40 PB |
| 6    | Fita Bayissa       | Éthiopie   | 7 min 36 s 55    |
| 7    | Julius Kiptoo      | Kenya      | 7 min 36 s 72 PB |
| 8    | Enrique Molina     | Espagne    | 7 min 38 s 70    |
| 9    | El Hassan Lahssini | Maroc      | 7 min 37 s 80 SB |
| 10   | Anacleto Jiménez   | Espagne    | 7 min 38 s 70    |

#### 5 000 m
| Rang | Athlète         | Pays        | Temps             |
| ---- | --------------- | ----------- | ----------------- |
| 1    | Daniel Komen    | Kenya       | 12 min 39 s 74 WR |
| 2    | Thomas Nyariki  | Kenya       | 13 min 08 s 78    |
| 3    | Smaïl Sghir     | Maroc       | 13 min 11 s 75    |
| 4    | Assefa Mezgebu  | Éthiopie    | 13 min 22 s 69    |
| 5    | Mustapha Essaïd | France      | 13 min 24 s 11    |
| 6    | Ian Gillespie   | Royaume-Uni | 13 min 28 s 89    |
| 7    | Abdellah Behar  | France      | 13 min 29 s 59    |
| 8    | James Kosgei    | Kenya       | 13 min 32 s 01    |
| 9    | Ismael Kirui    | Kenya       | 13 min 33 s 77    |
| 10   | Said Berrioui   | Maroc       | 13 min 38 s 07    |

#### 10 000 m
| Rang | Athlète          | Pays     | Temps             |
| ---- | ---------------- | -------- | ----------------- |
| 1    | Paul Tergat      | Kenya    | 26 min 27 s 85 WR |
| 2    | Paul Koech       | Kenya    | 26 min 36 s 26 PB |
| 3    | Salah Hissou     | Maroc    | 27 min 09 s 07    |
| 4    | Mohammed Mourhit | Belgique | 27 min 23 s 58    |
| 5    | Elijah Korir     | Kenya    | 27 min 27 s 87 PB |
| 6    | Joshua Chelanga  | Kenya    | 27 min 36 s 62    |

#### 110 m haies
| Rang | Athlète             | Pays        | Temps   |
| ---- | ------------------- | ----------- | ------- |
| 1    | Mark Crear          | États-Unis  | 13 s 20 |
| 2    | Allen Johnson       | États-Unis  | 13 s 34 |
| 3    | Colin Jackson       | Royaume-Uni | 13 s 43 |
| 4    | Florian Schwarthoff | Allemagne   | 13 s 44 |
| 5    | Terry Reese         | États-Unis  | 13 s 46 |
| 6    | Jonathan N'Senga    | Belgique    | 13 s 73 |
| 7    | Hubert Grossard     | Allemagne   | 13 s 91 |
|      | Igor Kovac          | Slovaquie   | dnf     |

#### 400 m haies
| Rang | Athlète           | Pays           | Temps   |
| ---- | ----------------- | -------------- | ------- |
| 1    | Llewellyn Herbert | Afrique du Sud | 48 s 02 |
| 2    | Bryan Bronson     | États-Unis     | 48 s 20 |
| 3    | Dinsdale Morgan   | Jamaïque       | 48 s 41 |
| 4    | Fabrizio Mori     | Italie         | 48 s 54 |
| 5    | Ruslan Mashchenko | Russie         | 48 s 58 |
| 6    | Rohan Robinson    | Australie      | 48 s 82 |
| 7    | Samuel Matete     | Zambie         | 49 s 30 |
| 8    | Paolo Bellino     | Italie         | 50 s 45 |
| 9    | Jean-Paul Bruwier | Belgique       | 50 s 96 |

#### 3 000 m steeple
| Rang | Athlète              | Pays    | Temps            |
| ---- | -------------------- | ------- | ---------------- |
| 1    | Moses Kiptanui       | Kenya   | 8 min 05 s 35    |
| 2    | Wilson Boit Kipketer | Kenya   | 8 min 08 s 43    |
| 3    | Patrick Sang         | Kenya   | 8 min 08 s 52    |
| 4    | John Kosgei          | Kenya   | 8 min 08 s 99    |
| 5    | Eliud Barngetuny     | Kenya   | 8 min 09 s 93    |
| 6    | Christopher Koskei   | Kenya   | 8 min 11 s 43    |
| 7    | Jim Svenøy           | Norvège | 8 min 12 s 05 NR |
| 8    | Joseph Keter         | Kenya   | 8 min 12 s 63    |
| 9    | Elarbi Khattabi      | Maroc   | 8 min 14 s 18    |
| 10   | Hicham Bouaouiche    | Maroc   | 8 min 15 s 60    |

#### Saut en longueur
| Rang | Athlète        | Pays       | Longueur |
| ---- | -------------- | ---------- | -------- |
| 1    | Ivan Pedroso   | Cuba       | 8,36 m   |
| 2    | James Beckford | Jamaïque   | 8,30 m   |
| 3    | Roland McGhee  | États-Unis | 8,23 m   |
| 4    | Cheikh Touré   | Sénégal    | 8,00 m   |
| 5    | Sean Robbins   | États-Unis | 7,94 m   |
| 6    | Gregor Cankar  | Slovénie   | 7,87 m   |
| 7    | Kader Klouchi  | France     | 7,79 m   |
| 8    | Carlos Calado  | Portugal   | 7,77 m   |

#### Saut à la perche
| Rang | Athlète           | Pays        | Hauteur |
| ---- | ----------------- | ----------- | ------- |
| 1    | Sergey Bubka      | Ukraine     | 5,95 m  |
| 2    | Maksim Tarasov    | Russie      | 5,90 m  |
| 3    | Tim Lobinger      | Allemagne   | 5,80 m  |
| 4    | Pat Manson        | États-Unis  | 5,75 m  |
| 5    | Scott Huffman     | États-Unis  | 5,70 m  |
| 6    | Yevgeny Smiryagin | Russie      | 5,70 m  |
| 7    | Lawrence Johnson  | États-Unis  | 5,50 m  |
|      | Dmitriy Markov    | Biélorussie | 5,50 m  |

#### Lancer du javelot
| Rang | Athlète           | Pays        | Distance |
| ---- | ----------------- | ----------- | -------- |
| 1    | Steve Backley     | Royaume-Uni | 85,30 m  |
| 2    | Boris Henry       | Allemagne   | 85,18 m  |
| 3    | Aki Parviainen    | Finlande    | 84,50 m  |
| 4    | Jan Železný       | Tchéquie    | 83,46 m  |
| 5    | Sergey Makarov    | Russie      | 83,02 m  |
| 6    | Matti Nähri       | Finlande    | 82,84 m  |
| 7    | Tom Pukstys       | États-Unis  | 82,68 m  |
| 8    | Raymond Hecht     | Allemagne   | 81,94 m  |
| 9    | Emeterio González | Cuba        | 81,18 m  |

### Femmes

#### 100 m
| Rang | Athlète            | Pays       | Temps      |
| ---- | ------------------ | ---------- | ---------- |
| 1    | Marion Jones       | États-Unis | 10 s 76 WL |
| 2    | Merlene Ottey      | Jamaïque   | 10 s 83 SB |
| 3    | Gail Devers        | États-Unis | 10 s 96    |
| 4    | Zhanna Pintusevich | Ukraine    | 11 s 02    |
| 5    | Inger Miller       | États-Unis | 11 s 10    |
| 6    | Christy Opara      | Nigeria    | 11 s 13    |
| 7    | Melanie Paschke    | Allemagne  | 11 s 23    |
| 8    | Endurance Ojokolo  | Nigeria    | 11 s 47    |

#### 800 m
| Rang | Athlète                | Pays       | Temps            |
| ---- | ---------------------- | ---------- | ---------------- |
| 1    | Maria de Lurdes Mutola | Mozambique | 1 min 56 s 45    |
| 2    | Ana Fidelia Quirot     | Cuba       | 1 min 56 s 61    |
| 3    | Jearl Miles-Clark      | États-Unis | 1 min 56 s 78 NR |
| 4    | Yelena Afanasyeva      | Russie     | 1 min 58 s 52    |
| 5    | Carla Sacramento       | Portugal   | 1 min 59 s 11    |
| 6    | Ludmila Formanová      | Tchéquie   | 1 min 59 s 25    |
| 7    | Letitia Vriesde        | Suriname   | 2 min 00 s 43    |
| 8    | Stella Jongmans        | Pays-Bas   | 2 min 01 s 34    |
| 9    | Katrien Maenhout       | Belgique   | 2 min 00 s 46    |

#### 5 000 m
| Rang | Athlète          | Pays        | Temps             |
| ---- | ---------------- | ----------- | ----------------- |
| 1    | Gabriela Szabo   | Roumanie    | 14 min 44 s 21    |
| 2    | Paula Radcliffe  | Royaume-Uni | 14 min 44 s 21 SB |
| 3    | Sally Barsosio   | Kenya       | 14 min 46 s 71 PB |
| 4    | Roberta Brunet   | Italie      | 14 min 47 s 31 SB |
| 5    | Merima Denboba   | Éthiopie    | 15 min 16 s 00    |
| 6    | Annemari Sandell | Finlande    | 15 min 19 s 29    |
| 7    | Silvia Somaggio  | Italie      | 15 min 30 s 98    |
| 8    | Marleen Renders  | Belgique    | 15 min 42 s 77    |
| 9    | Zahia Dahmani    | France      | 15 min 54 s 29    |

#### 400 m haies
| Rang | Athlète            | Pays       | Temps   |
| ---- | ------------------ | ---------- | ------- |
| 1    | Kim Batten         | États-Unis | 53 s 61 |
| 2    | Deon Hemmings      | Jamaïque   | 53 s 74 |
| 3    | Tatyana Tereshchuk | Ukraine    | 53 s 88 |
| 4    | Nezha Bidouane     | Maroc      | 53 s 97 |
| 5    | Andrea Blackett    | Barbade    | 55 s 03 |
| 6    | Debbie-Ann Parris  | Jamaïque   | 55 s 03 |
| 7    | Susan Smith        | Irlande    | 55 s 60 |
| 8    | Anna Knoroz        | Russie     | 55 s 76 |
| 9    | Gudrun Arnardóttir | Islande    | 56 s 62 |

#### Saut en hauteur
| Rang | Athlète             | Pays       | Hauteur   |
| ---- | ------------------- | ---------- | --------- |
| 1    | Monica Iagăr        | Roumanie   | 2,00 m NR |
| 2    | Amy Acuff           | États-Unis | 2,00 m PB |
| 3    | Inga Babakova       | Ukraine    | 1,98 m    |
| 4    | Olga Kaliturina     | Russie     | 1,90 m    |
| 5    | Viktoriya Fyodorova | Russie     | 1,90 m    |
| 6    | Alina Astafei       | Allemagne  | 1,90 m    |
|      | Hanne Haugland      | Norvège    | 1,90 m    |
| 8    | Britta Bilac        | Slovénie   | 1,90 m    |

#### Triple saut
| Rang | Athlète           | Pays        | Longueur |
| ---- | ----------------- | ----------- | -------- |
| 1    | Šárka Kašpárková  | Tchéquie    | 14,82 m  |
| 2    | Rodica Mateescu   | Roumanie    | 14,47 m  |
| 3    | Ashia Hansen      | Royaume-Uni | 14,25 m  |
| 4    | Yelena Govorova   | Ukraine     | 14,21 m  |
| 5    | Yelena Donkina    | Russie      | 14,11 m  |
| 6    | Galina Čistjaková | Slovaquie   | 13,65 m  |
| 7    | Cynthia Rhodes    | États-Unis  | 13,57 m  |
| 8    | Tereza Marinova   | Bulgarie    | 13,51 m  |

#### Lancer du javelot
| Rang | Athlète             | Pays      | Distance |
| ---- | ------------------- | --------- | -------- |
| 1    | Tatyana Shikolenko  | Russie    | 67,34 m  |
| 2    | Sonia Bisset        | Cuba      | 65,42 m  |
| 3    | Tanja Damaske       | Allemagne | 65,36 m  |
| 4    | Heli Rantanen       | Finlande  | 65,14 m  |
| 5    | Oksana Ovchinnikova | Russie    | 63,50 m  |
| 6    | Mikaela Ingberg     | Finlande  | 63,38 m  |
| 7    | Felicia Țilea       | Roumanie  | 62,44 m  |
| 8    | Steffi Nerius       | Allemagne | 61,36 m  |
| 9    | Trine Hattestad     | Norvège   | 58,52 m  |